# افسانه اژدهای سرخ
افسانه اژدهای سرخ (به انگلیسی Legend of the Red Dragon) که در آمریکا تحت عنوان افسانه جدید شائولین (به انگلیسی The New Legend of Shaolin) نیز شناخته می‌شود، عنوان فیلمی است رزمی به کارگردانی کوری یوئن محصول هنگ کنگ و ساخته سال ۱۹۹۴ میلادی. جت لی بازیگر نقش اصلی فیلم است.

## بازیگران
- جت لی - هونگ شی گوان (洪熙官)
- Chen Sung Young - Ma Kai-Sin
- Damian Lau - Chan Kan-Nam
- Chi Chuen-Hua - Ma Ling-Yee
- Xie Miao - Hung Man Ting
- Wang Lung-wei - Commander
- وانگ جینگ - Cameo
- Chingmy Yau - Red Bean
- دینی ایپ - Red Bean's Mother
- Eric Tsang - Man in Crown (uncredited)

## اکران در ایران
این فیلم در ایران در چند سالن محدود اکران عمومی شد.